# 厦门市启悟中学
厦门市同安实验中学，旧称同安三中、厦门市启悟中学，是中华人民共和国福建省厦门市同安区的完全中学，创于1937年。

## 学校荣誉
- 2010年，福建省一级达标高中[2]
- 2015年8月，全国青少年足球特色校[3]
- 2017年，全国青少年集邮活动示范基地[4]

## 相关链接
- 厦门启悟中学网站